# Hakone-Open-Air-Museum

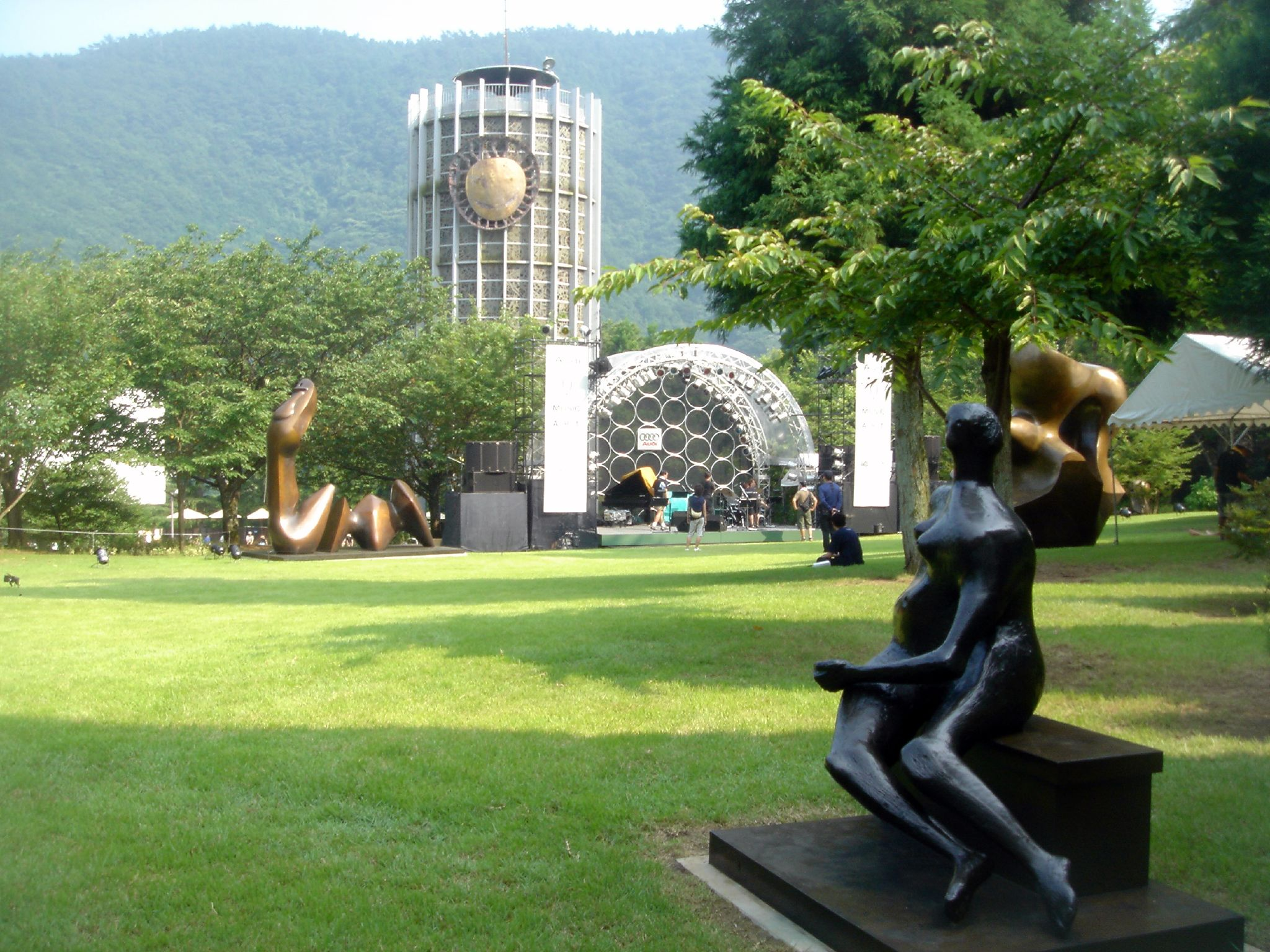
Skulpturen von Henry Moore im Hakone Open-Air Museum

Das Hakone-Open-Air-Museum (japanisch 彫刻の森美術館, Chōkoku no mori bijutsukan, dt. „Kunstmuseum Wald der Skulpturen“) in Hakone wurde 1969 eröffnet und ist das erste Open-Air-Kunstmuseum Japans.
Ausgestellt sind Werke bekannter Künstler aus aller Welt auf einer Gesamtfläche von über 70.000 m², teilweise in überdachten Gebäuden.

## Park
Er wurde 1969 auf einer Fläche von 70.000 m² eröffnet. Bei der Eröffnung war er der erste Skulpturenpark in Japan. In dem Museum und im Skulpturenpark wurden Werke internationaler Künstler ausgestellt, beispielsweise:
- Hans Aeschbacher
- Jirō Amenomiya
- Alexander Archipenko
- Hans Arp
- Toni Benetton
- Émile-Antoine Bourdelle
- Alexander Calder
- Charles Despiau
- Robert Erskine
- Pericle Fazzini
- Naum Gabo
- Alberto Giacometti
- Emilio Greco
- Bukichi Inoue
- Phillip King
- Aristide Maillol
- Giacomo Manzù
- Marino Marini
- Joan Miró
- Henry Moore
- Kyoji Nagatani
- Teijirō Nakahara
- Isamu Noguchi
- Morie Ogiwara
- Marta Pan
- Pablo Picasso
- Antoine Poncet
- Auguste Rodin
- Niki de Saint Phalle
- Takashi Shimizu
- Kōtarō Takamura
- Kogan Tobari
- Yasuo Mizui